# Steesow
Steesow – dzielnica miasta Grabow w Niemczech, w kraju związkowym Meklemburgia-Pomorze Przednie, w powiecie Ludwigslust-Parchim. Do 31 grudnia 2015 samodzielna gmina wchodząca w skład związku gmin Grabow.